# Jihadi John
Jihadi John, pseudonimo di Mohammed Emwazi, noto col vero nome di Muhammad Jassim Abdulkarim Olayan al-Dhafiri (in arabo محمد جاسم عبد الكريم عليان الظفيري‎?; Jahrah, 17 agosto 1988 – al-Raqqa, 12 novembre 2015), è stato un terrorista e criminale kuwaitiano naturalizzato britannico.
Il soprannome di origine giornalistica "Jihadi John" gli deriva da quello datogli da alcuni ostaggi del gruppo di quattro terroristi dall'accento britannico di cui faceva parte: "i Beatles". Conosciuto anche col nome di battaglia di Abu Muharib al-Muhajir, è stato l'assassino di alcuni dei prigionieri stranieri dello Stato Islamico, tra cui il corrispondente di guerra James Wright Foley e il giornalista Steven Sotloff, entrambi di nazionalità statunitense.

## Biografia
La persona chiamata Jihadi John si ritiene debba essere identificata con Mohammed Emwazi, nato a Jahrah, in Kuwait, il 17 agosto 1988 in una famiglia benestante beduina di origini irachene, figlio di Jasem e Ghaneya Emwazi. Aveva vissuto nel suo paese natale, prima di trasferirsi nella West London nel 1994, all'età di sei anni. L'anno seguente venne iscritto alla St. Mary Magdalene Church of England Primary School, dove, secondo The Mirror, era l'unico studente musulmano sunnita. I suoi compagni lo descrivevano come un bambino riservato, dedito alla religione ma anche amante del calcio.
Appena adolescente frequentò la Quintin Kynaston Community Academy, un prestigioso istituto tecnico situato a Saint John's Wood, nella zona nord di Londra. Durante il primo anno nel liceo, tuttavia, il giovane Emwazi, nonostante il suo ottimo profitto scolastico, seguiva un ciclo di sedute psicoterapeutiche su consiglio di una sua insegnante, perché denotava un'eccessiva collera e litigava continuamente con i suoi compagni di classe. Nel 2006, poco dopo il diploma, venne iscritto all'Università di Westminster, dove si laureò in informatica tre anni più tardi.
Dopo la laurea, nel 2010 aveva lavorato per tre anni in Kuwait come commesso di una compagnia di tecnologia informatica ed era considerato dal suo capo come "il migliore dipendente che la compagnia abbia mai avuto". Nel 2013, tuttavia, fuggì probabilmente in Siria per poi finire reclutato tra le file dell'autoproclamato Stato Islamico. Fu il The Washington Post, con un articolo il 26 febbraio 2015, a rivelare l'identità del terrorista. Su di lui pendeva una taglia di 10 milioni di dollari, approvata dal Senato degli Stati Uniti il 20 settembre 2014.

### Origine del soprannome
Il soprannome "John" gli fu attribuito da un gruppo di occidentali che erano stati tenuti in ostaggio dalla cellula terroristica di cui lui faceva parte, un gruppo composto da quattro persone con accento britannico, che gli stessi prigionieri chiamavano collettivamente "The Beatles" (il soprannome del terrorista faceva riferimento a John Lennon, leader dei Beatles). I vari altri soprannomi ("Jihadi John", "Jailer John", "John the Beatle") gli furono attribuiti dalla stampa.

### Vittime

#### James Wright Foley
In un video caricato su YouTube il 19 agosto 2014, il giornalista statunitense James Wright Foley, catturato in Siria il 22 novembre 2012, lesse una dichiarazione in cui criticava gli Stati Uniti per i recenti bombardamenti contro le postazioni dello Stato Islamico, venendo in seguito decapitato davanti alle telecamere da Jihadi John il quale, a sua volta, lesse una dichiarazione in cui intimava al presidente Barack Obama di cessare i raid aerei contro l'ISIS, minacciando di decapitare anche l'altro ostaggio, Steven Sotloff, se le sue richieste non fossero state accettate.

#### Steven Sotloff
Il 2 settembre 2014 venne diffuso un video in cui veniva decapitato Steven Sotloff, giornalista statunitense di origini ebraiche rapito il 4 agosto 2013.

#### David Cawthorne Haines
Il 13 settembre 2014 venne diffuso un video in cui veniva decapitato David Haines, un ex-ingegnere aeronautico della Royal Air Force e operatore umanitario britannico catturato nel marzo 2013.

#### Alan Henning
Il 3 ottobre 2014 l'ISIS diffuse un video in cui si vedeva Jihadi John decapitare Alan Henning, un tassista di Salford che si era recato volontario in Siria per fornire aiuti alla popolazione e che era stato catturato ad Al-Dana il 27 dicembre 2013.

#### Peter Kassig
Il 16 novembre 2014 venne diffuso un video in cui si vedeva una testa decapitata. La Casa Bianca in seguito confermò che si trattava di quella di Peter Kassig, ex-Ranger dell'Esercito degli Stati Uniti e operatore umanitario rapito dall'ISIS il 1º ottobre 2013. A differenza dei precedenti filmati la decapitazione non viene mostrata e la vittima non legge nessun comunicato.

#### Haruna Yukawa e Kenji Goto
Haruna Yukawa, rapito nell'agosto 2014, e Kenji Goto, catturato nell'ottobre 2014 mentre tentava di salvare Yukawa, furono decapitati, rispettivamente, il 24 e il 31 gennaio 2015 dopo che il Giappone si era rifiutato di pagare il riscatto di 200 milioni di dollari che avrebbe dovuto garantire la loro liberazione.

### L'identificazione
A seguito del video dell'uccisione di James Foley, Jihadi John divenne l'obiettivo di una caccia all'uomo da parte di FBI, MI5, Anonymous e Scotland Yard. Nel video, il boia, nascondeva la sua identità con un cappuccio nero che lascia solo gli occhi scoperti, una tunica nera e degli stivali color cachi chiaro. Malgrado questi accorgimenti gli investigatori si accorsero che parlava con un accento inglese tipico degli immigrati di Londra di seconda generazione, e che il colore della pelle faceva pensare a una persona che aveva origini africane o dell'Asia meridionale. Nei video successivi si notò una fondina ascellare di cuoio portata alla spalla sinistra con all'interno una pistola, il che suggeriva che fosse destrimano; tuttavia, durante le decapitazioni impugnava il coltello con la mano sinistra. All'individuazione di Jihadi John concorsero anche i servizi d'intelligence dell'Italia, secondo quanto riferito dall'allora presidente del consiglio Matteo Renzi.

### Presunta morte e conferma ufficiale
Il 13 novembre 2015 gli Stati Uniti hanno annunciato di averlo ucciso con l'attacco di un drone Predator, distruggendo con un missile Hellfire la macchina su cui viaggiava mentre si trovava nei pressi della città di al-Raqqa, roccaforte principale dello Stato Islamico. All'annuncio del Pentagono sulla presunta morte, il giorno successivo ha fatto seguito una conferma proveniente dall'Osservatorio nazionale siriano (Ondus). Sull'identificazione del cadavere con quello di Jihadi John sono stati espressi dubbi da parte del governo britannico, mentre l'ISIS ha smentito che si trattasse di lui.
Il bombardamento sarebbe stato inoltre coordinato da una pattuglia di 8 soldati dello Special Air Service (il famoso reggimento speciale dell'Esercito Inglese), atterrata nel deserto siriano con due elicotteri Chinook e impegnata in un'operazione di ricognizione nei paraggi della città per spiare le abitudini del feroce boia. Il 19 gennaio 2016 lo Stato Islamico, in base a quanto riportato dalla loro rivista Dābiq e da alcune testate giornalistiche inglesi, ha definitivamente ufficializzato la morte di Jihadi John, conosciuto dalla rivista col nome di battaglia di Abu Muharib al-Muhajir. Il 26 gennaio vengono inoltre rilasciate ulteriori fotografie che mostrano il boia col volto scoperto.